# Пежо 205
Пежо 205 (фр. Peugeot 205) је аутомобил који је производила француска фабрика аутомобила Пежо. Производио се од 1983. до 1999. године. Произведено је скоро 5,3 милиона примерака.

## Историјат
Пежо 205 је представљен фебруара 1983. године и сматра се аутомобилом који је претворио компанију Пежо у успешну. Пре 205-ице, Пежо је сматран најконзервативнијим од велике тројке француских произвођача аутомобила, производећи велике лимузине као што су 504 и 505. Порекло 205 лежи у преузимању Симке 1978. године од стране Пежоа, која је имала неопходна знања за производњу малих аутомобила. Године 1984, освојио је друго место у избору за Европски аутомобил године иза Фијата уна, али ће касније уживати бољу репутацију и дужи век потражње на тржишту у односу на италијанског конкурента.
205 је штедљив аутомобил, примамљивог изгледа са пријатно урађеним ентеријером. Каросерија је веома добро и квалитетно израђена, како за верзије са троје тако и са петоро врата. Велики труд Пежо је усмерио на заштиту каросерије од корозије, додатком "цинковања" у процесу производње исте. Вожња 205 је типично француска, мека и удобна, захваљујући квалитетном огибљењу како напред тако и позади. Предње огибљење је МекФерсон, а задње амортизери са торзионом осовином.
Пежо 205 се показао као веома квалитетан аутомобил, а његов наследник Пежо 206, који га мења 1998. године, наставља његов успех.

## Мотори
Ранији модели су имали моторе од претходне 104-ке, али су касније замењени новијим моторима из фамилије XU i TU  ПСА групације. Мотори су се кретали од 954 до 1905 кубика са карбуратором или са директним убризгавањем, као и дизел-мотори од 1800 и 1900 кубика. Само годину дана од појављивања 205-ице, компанија је представила спортску верзију GTI, а први мотор који га је покретао био је Пежоов XU5J запремине 1580 кубика и 105 КС. 1986. године снага је повећана на 115 КС захваљујући глави скоро идентичној као на 1.9 GTI који је представљен исте године, и остао у производњи до краја укупне производње 205-ице. Због нових еколошких правила о загађењу околине, Пежо је увидео већу потражњу и продају модела са 1.9 литарским мотором па је модел 1.6 GTI укинут 1992. године. Како су еколошка правила била све стриктнија, палету мотора допунио је и мотор 1.9 "Export" са ознаком XU9J1, агрегат запремине 1905 кубика који производи 105 КС, јако сличан мотору у GTI издању али са мањом снагом због додатка катализатора. 1990. године уведен је АБС као опција, следеће године даљинско и централно закључавање као серијска опрема и клима уређај као опција.
| Модели                                                   | Ознака  | Гориво | Запремина | Снага  |
| -------------------------------------------------------- | ------- | ------ | --------- | ------ |
| Junior, XE                                               | TU9     | Бензин | 954 cm³   | 45 КС  |
| Junior, XR, XL, XE, GR                                   | TU1     | Бензин | 1124 cm³  | 54 КС  |
| Rallye 1.3                                               | TU24    | Бензин | 1294 cm³  | 95 КС  |
| XS, XR, GR                                               | TU3     | Бензин | 1360 cm³  | 75 КС  |
| XS, XR, GR, 1.6 Automatic                                | XU5M    | Бензин | 1580 cm³  | 90 КС  |
| 1.6 GTI "Фаза 1"                                         | XU5J    | Бензин | 1580 cm³  | 105 КС |
| 1.6 GTI "Фаза 2"                                         | XU5JA   | Бензин | 1580 cm³  | 115 КС |
| Gentry, 1.9 CTI, 1.9 Automatic, GTI "Export", Rallye 1.9 | XU9J1   | Бензин | 1905 cm³  | 105 КС |
| 1.9 GTI са катализатором                                 | XU9JA/Z | Бензин | 1905 cm³  | 122 КС |
| 1.9 GTI                                                  | XU9JA   | Бензин | 1905 cm³  | 128 КС |
| Turbo 16                                                 | XU8T    | Бензин | 1775 cm³  | 200 КС |
| XAD, XRD, GRD                                            | XUD7/K  | Дизел  | 1769 cm³  | 60 КС  |
| XAD, XRD, GRD                                            | XUD9    | Дизел  | 1905 cm³  | 65 КС  |

## Спортски модели
Осим што је био успешан као мали градски аутомобил, 205 је велику популарност стекао и са својим спортским моделима попут GTI, CTI, Rallye i Turbo 16.
Одмах након представљања обичне верзије 205-ице, следеће године уступио је и GTI са XU5J мотором радне запремине 1580 кубика и 105 коњских снага, којег је одликовало мноштво промена зарад бољих перформанси, као на пример: 1.6 мотор је добио, тада веома напредно директно убризгавање горива произведено од стране марке "Bosch", нове, чвршће "виљушке" на предњем ослањању, вентилирајуће диск кочнице такође на предњој осовини, док је задње ослањање побољшано нијансу широм и чвршћом торзионом осовином са дебљим торзионим опругама, а за разлику од напред, позади је постављен кочиони систем са добошима.
Спољашњи изглед GTI-а је задобио масовне промене како би се учврстио његов спортски карактер које су пружале његове перформансе. Доступан само у форми хечбека са три врата GTI је добио пластична проширења рубова са танким металним инсертима црвене боје, дубок браник са светлима за маглу напред, док је задњу страну красио спојлер на гепеку и другачији браник у односу на обичан 205. У ентеријеру били су присутни црвени тепих, двокраки спортски волан са GTI ознаком у средини и спортска седишта.
Нешто касније, зарад велике популарности модела GTI и све јаче конкуренције у класи "Hot Hatch" возила, 1986. године, Пежо се одлучује да на тржиште постави још један GTI модел, овог пута са мотором запремине 1905 кубика. Ране верзије 1.9 GTI модела поседовале су мотор XU9JA који је без икаквих рестрикција производио 128 коњских снага. Осим мотора промењен је и петостепени ручни мењач, сада са нешто "дужим" односом брзина, "торзија" добија још јаче торзионе опруге, а одразито велику измену чини додатак диск кочница на задњој осовини. Спољашњи изглед је претежно остао исти осим додатка нових алуминијумских наплатака димензија 15x6j произведене од стране италијанске компаније "Speedline".
Касније у току производног циклуса GTI модела, тачније 1988. године уследила је блага рестилизација екстеријера и ентеријера а мотор код 1.6 GTI добија нову главу, са већим вентилима налик оној код 1.9 мотора и тиме снага бива подигнута на 115 коњских снага. За разлику од 1.6, агрегат од 1.9 литара бива ускраћен за неколико коњских снага додатком катализатора због увођења нових еколошких правила, тиме снага спада на 122 коњских снага. Рестилизацијом на екстеријеру промењени су ретровизори као и спојлер на гепеку који је добио доста лепши "заобљени" изглед. На ентеријер је рестилизација највише имала утицаја па је постављена много модернија инструмент табла, нови кожом опшивен трокраки спортски волан са GTI ознаком у средини, нови тапацири на вратима, па чак и нова ручица мењача. Седишта на 1.9 моделу су у стандардној опреми долазила у полу-кожној конфигурацији које носи име "Quartet Cuir" док је 1.6 модел био доступан само са седиштима израђеним од тканине у разним дезенима зависно од године производње.

## Галерија
- 205 XS 1.4
- 205 GTI 1.9 "Miami Blue"
- 205 GTI 1.6
- 205 XR 1.4
- 205 GT 1.6
- 205 Roland Garros Cabriolet 1.4
- 205 Rallye 1.3
- 205 Gentry Automatic 1.9
- 205 CTI 1.9
- 205 Turbo 16 EVO